# Pablo Pérez
Pablo Javier Pérez (Rosário, 10 de agosto de 1985) é um ex-futebolista argentino que atuava como volante.

## Carreira

### Newell's Old Boys
Pérez se profissionalizou no Newell's Old Boys, em 2006. Em 2007 marcou três vezes no empate em 4-4 contra o Estudiantes de La Plata, sendo esses seus primeiros gols como profissional.

### Emelec
Em 2009 foi contratado por empréstimo, marcou um gol do meio de campo na goleada de 4-0 contra o ESPOLI. Disputou a Copa Libertadores 2010 e foi campeão do torneio Pacific Cup, em 2010 pediu desligamento do clube alegando motivos familiares.

### União de Santa Fé
Em julho de 2010 foi emprestado ao União de Santa Fé, onde ficou por um ano, disputando 31 partidas e marcando 3 gols.

### Málaga CF
Em 2014 acertou contrato de três anos e meio com o Málaga CF, para jogar a primeira divisão espanhola, só ficou uma temporada, jogando 11 partidas e marcando 1 gol.

### Boca Juniors
Pérez se transferiu para o Boca Juniors, em 2015.

### Independiente
Em 2019 foi contratado por empréstimo pelo Independiente.

### Seleção Argentina
Foi convocado por Jorge Sampaoli para disputar as eliminatórias e ficou na pré-lista para disputar a Copa do Mundo na Rússia 2018.

## Títulos
Boca Juniors
- Primera División Argentina: 2016–17, 2017–18
- Copa Argentina : 2014–15